# Борок (Череповецкий район)
Борок — деревня в Череповецком районе Вологодской области. Административный центр Дарвинского заповедника.
Входит в состав сельского поселения Уломское, с точки зрения административно-территориального деления — в Ягницкий сельсовет.
Расстояние по автодороге до районного центра Череповца — 160 км, до центра муниципального образования Ягницы — 50 км. Ближайший населённый пункт — Лоша.
По переписи 2002 года население — 109 человек (52 мужчины, 57 женщин). Преобладающая национальность — русские (94 %).